# 2004 في باكستان
فيما يلي قوائم الأحداث التي وقعت خلال عام 2004 في باكستان.

## أحداث
- 16 مارس – الحرب في شمال غرب باكستان

عصيان خيبر بختونخوا، المعروف أيضًا باسم الحرب في شمال غرب باكستان، هو نزاع مسلح تشمل أطرافه باكستان، وجماعات الميليشيات المسلحة مثل حركة طالبان باكستان (تي تي بّي)، وجند الله، ولشكر إسلام (إل إي إل)، وحركة تطبيق الشريعة المحمدية (تي إن إس إم)، وتنظيم القاعدة، وحلفائهم في آسيا الوسطى مثل تنظيم الدولة الإسلامية - ولاية خراسان، وحركة أوزبكستان الإسلامية، والحزب الإسلامي التركستاني، وتنظيم الدولة الإسلامية - ولاية القوقاز، وعناصر من الجريمة المنظمة.

## سياسة

### تعيين في المنصب
- 30 يونيو – تشودري شجاعت حسين رئيس وزراء باكستان.
- 20 أغسطس – شوكت عزيز رئيس وزراء باكستان.

### انتهاء فترة المنصب
- 26 يونيو – مير ظفر الله خان جمالي رئيس وزراء باكستان.
- 20 أغسطس – تشودري شجاعت حسين رئيس وزراء باكستان.

### فبراير
- 1 فبراير – أمير عبد الله خان نيازي (مواليد 1915) عسكري باكستاني.